# Matchmaking
Le matchmaking est la mise en relation de deux individus par affinités, le plus souvent par un site de rencontres sur Internet.

## Principes et historique
Le matchmaking s'appliquait déjà dans les agences matrimoniales traditionnelles, avec les technologies de l'informatique, le sens du mot s'est élargi pour désigner aussi un ensemble de techniques appuyées par des logiciels informatiques et rendu disponible en ligne,.
À l'origine, il signifiait simplement la rencontre par goûts et affinités communes.

## Technologies et mise en œuvre pratique
La mise en relation de deux individus par affinités s'opère selon un algorithme permettant le croisement complexe de base de données et de poids des éléments visant à favoriser le réseautage social, à tisser des liens sur la base de la compatibilité des données. Pour rencontrer du succès avec le matchmaking en ligne, il est tout d’abord nécessaire de réaliser un test de personnalité dans le cadre de l’inscription auprès d’une agence matrimoniale en ligne. Les agences de rencontres prélèvent ainsi dans un premier temps un certain nombre de données. Les informations suivantes sont ici particulièrement importantes : les informations relatives à la personne (âge, taille, code postal, sexe), les attentes que l’on a par rapport au partenaire (âge, taille, rayon de recherche en kilomètres), les questions psychologiques liées au couple, les caractéristiques et les préférences. À la suite du remplissage du questionnaire, de nombreuses agences matrimoniales en ligne établissent ensuite un profil de personnalité, qui sera affiché aux utilisateurs dans leur espace personnel. Ce profil de personnalité constitue alors la base et permet à l’agence de mettre en relation des célibataires dont les profils sont compatibles.

## Autres applications
Le concept du matchmaking est aussi utilisé dans le monde du travail et également connu sous le nom de matchmaking B2B, investor matchmaking, business speed dating ou de brokage events. Contrairement aux prestataires de réseaux sociaux, il s'agit ici d’aboutir à des rencontres professionnelles réelles. Pour les salons et les lieux d’exposition, les exposants font de plus en plus souvent appel à cette forme de mise en relation pour planifier leurs rencontres à l’avance.
Il est également utilisé dans les jeux vidéo, par certains jeux multijoueurs : quand un joueur décide de faire une partie, le système de matchmaking du jeu recherche automatiquement un joueur de même niveau (défini en fonction des statistiques des différentes parties des joueurs) cherchant au même moment à jouer au même type de partie, avant de les mettre automatiquement en relation pour jouer. C'est le cas, par exemple, des files matchmaking de League of Legends.